# Matthew Moy
Matthew James Moy (San Francisco, California; 3 de febrero de 1984) es un actor estadounidense. Es más conocido por su papel como Han Lee en el sitcom de la CBS 2 Broke Girls.

## Primeros años y educación
Moy nació y se crio en San Francisco, California. Se describe a sí mismo como la tercera o cuarta generación sinoestadounidense. Asistió a la University of California, Davis, graduándose en lengua japonesa y lingüística. El padre de Moy fue un profesor de instituto, mientras que su madre era terapeuta del lenguaje. Tiene una hermana mayor.

## Carrera

### Televisión
Moy ha aparecido en varias series de televisión, incluyendo How I Met Your Mother, Criminal Minds, Zeke and Luther, Good Luck Charlie, y Kickin' It, y tuvo un papel recurrente como Shawn the Mathlete en iCarly. Interpretó a Trang en la novena temporana del sitcom Scrubs. También ha aparecido como estrella invitada en Big Time Rush como el bloguero famoso Deke y en The Middle como Takayuki, el alumno de intercambio japonés de la familia Heck. Ha aparecido en el quinto episodio del reailty game show de ciencia ficción Cha$e y da voz a Lars en la serie animada de Cartoon Network Steven Universe.
Moy coprotagonizó como Han Lee el sitcom de la CBS 2 Broke Girls, que se estrenó el 19 de septiembre de 2011 y finalizó en 2017.

### Cine
Moy interpretó a Ron, el mejor amigo de Grover, en la película independiente de 2010 The Grover Complex. Interpretó a Chuck en la película de 2011 No Strings Attached junto a Ashton Kutcher y Natalie Portman.

## Filmografía
| Año  | Título                | Papel          | Notas                    |
| ---- | --------------------- | -------------- | ------------------------ |
| 2009 | Non Sequitur          | Dallas         | Cortometraje             |
| 2010 | The Grover Complex    | Ron            |                          |
| 2011 | No Strings Attached   | Chuck          |                          |
| 2011 | Accidentally in Love  | Adam           | Película para televisión |
| 2012 | FDR: American Badass! | Oficial Nguyen |                          |
| 2014 | The Future of Dough   | Darren         | Cortometraje             |
| 2015 | Unreal Estate         | El extraño     |                          |

| Año       | Título                                | Papel                   | Notas                            |
| --------- | ------------------------------------- | ----------------------- | -------------------------------- |
| 2008      | Mind of Mencia                        | Hombre bajito           | Temporada 4, episodio 8          |
| 2009–2010 | iCarly                                | Shawn                   | 3 episodios                      |
| 2009      | Tim and Eric Awesome Show, Great Job! | Invitado a la fiesta    | Episodio: "Hair"                 |
| 2009      | How I Met Your Mother                 | Louis                   | Episodio: "The Window"           |
| 2009–2010 | Scrubs                                | Trang                   | 6 episodios                      |
| 2010      | Criminal Minds                        | Eric                    | Episodio: "The Uncanny Valley"   |
| 2010      | Zeke and Luther                       | Reportero de la escuela | Episodio: "Skate Squad"          |
| 2010      | Big Time Rush                         | Deke                    | Episodio: "Big Time Blogger"     |
| 2010      | Good Luck Charlie                     | Usher                   | Episodio: "Butt Dialing Duncans" |
| 2010      | The Middle                            | Takayuki                | Episodio: "Foreign Exchange"     |
| 2011–2017 | 2 Broke Girls                         | Han Lee                 | Elenco principal                 |
| 2012      | Kickin' It                            | Shen                    | Episodio: "Kickin' It in China"  |
| 2013      | Kung Fu Panda: Legends of Awesomeness | Maestro Yijiro (voz)    | Episodio: "The Way of the Prawn" |
| 2013-2019 | Steven Universe                       | Lars (voz)              | Elenco principal                 |

| Año  | Título           | Papel          | Notas                                |
| ---- | ---------------- | -------------- | ------------------------------------ |
| 2010 | Squatters        | Hung           | 2 episodios                          |
| 2011 | Awkward Universe | Darren         | Episodio: "Wet Crotch Clarification" |
| 2011 | Aim High         | Scotty Winelin | 5 episodios                          |
| 2015 | Not So Union     | Orbit          | Episodio: "Silverback"               |

| Año  | Título                      | Papel             | Notas                 |
| ---- | --------------------------- | ----------------- | --------------------- |
| 2009 | G.I. Joe: The Rise of Cobra | Firefly           | Voz                   |
| 2010 | White Knight Chronicles     | Raus              | Voz (versión inglesa) |
| 2012 | Skylanders: Giants          | Shroomboom        | Voz                   |
| 2013 | Skylanders: Swap Force      | Shroomboom        | Voz                   |
| 2014 | Skylanders: Trap Team       | Voces adicionales |                       |